# Malthodes sveci
Malthodes sveci es una especie de coleóptero de la familia Cantharidae.

## Distribución geográfica
Habita en Hungría.